# Diamesa samurkandica
Diamesa samurkandica är en tvåvingeart som först beskrevs av Arhrovo 1975.  Diamesa samurkandica ingår i släktet Diamesa och familjen fjädermyggor. Inga underarter finns listade i Catalogue of Life.